# Gherasim Cucoșel

Episcopul Gherasim Cucoşel

Gherasim Cucoșel (n. 30 mai 1924, satul Râșca, comuna Bogdănești, județul Suceava, atunci județul Baia – d. 6 decembrie 2004, Mănăstirea Cămârzani) a fost un cleric ortodox român, care a deținut mai multe funcții de arhiereu și episcop-vicar (al Episcopiei Aradului, al Episcopiei Buzăului și apoi al Arhiepiscopiei Sucevei și Rădăuților).

## Biografie
Episcopul Gherasim Cucoșel s-a născut la data de 30 mai 1924 în satul Bogdănești din comuna Râșca (județul Baia), într-o familie de credincioși, primind la botez numele de Ioan Cucoșel. În anul 1938, a intrat la Schitul Boureni, cu intenția de a învăța muzica bisericească pentru ca, mai apoi, să urmeze studii teologice.
La 10 februarie 1942 a ajuns într-o Școală Militară de Telegrafiști, a fost lăsat la vatră pe 24 aprilie 1945, iar pe 1 iulie 1945 a intrat ca frate la Mănăstirea Neamț. Acolo a depus voturile monahale și a primit numele Gherasim pe 23 martie 1946, fiind apoi hirotonit ierodiacon. În anul 1952 a fost hirotonit ca ieromonah. A urmat cursurile Seminarului Teologic Monahal de la Mănăstirea Neamț (1949-1953), apoi cursurile Institutului Teologic Universitar din București (1953-1957).
La 1 august 1957 ieromonahul Gherasim devine egumen al Mănăstirii Neamț și, la începutul iernii, profesor la Seminarul Teologic Monahal de la Mănăstirea Neamț.
În anul 1962, a fost chemat la stăreția Mănăstirii Putna (1962-1977), fiind hirotesit întru arhimandrit la 22 ianuarie 1967. Aici, desfășoară activități extrem de utile: reorganizarea Muzeului, salvarea tezaurului cultural-artistic, organizarea marilor serbări prilej uite de împlinirea a 500 de ani de la zidirea mănăstirii, restaurarea întregului complex mănăstiresc: biserica, turnul tezaur, turnul Eminescu, clopotnița, muzeul și chiliile, fiind constant sprijinit de Mitropolitul Moldovei și Sucevei de atunci, Iustin Moisescu.
La data de 16 noiembrie 1976 a fost ales arhiereu-vicar al Episcopiei Aradului, cu titlul "Hunedoreanul", fiind hirotonit întru arhiereu și instalat la 25 iunie 1977.
La 1 ianuarie 1985, arhiereul Gherasim este numit episcop misionar responsabil cu problemele stiliștilor din Moldova.
În același an, la 17 noiembrie este detașat ca arhiereu vicar la Episcopia Buzăului, cu titlul "Vrânceanul".

Mormântul PS Gherasim Putneanul la Mănăstirea Cămârzani.

Din 2 iulie 1992, până la plecarea sa întru Domnul a slujit ca episcop-vicar al Arhiepiscopiei Sucevei și Rădăuților (având titlul "Putneanul"), cu sediul la Mănăstirea Sfântul Ioan cel Nou din Suceava. Episcopul Gherasim și-a stabilit reședința în orașul Rădăuți, în incinta Mănăstirii Bogdana. 
Bun cunoscător al Tipicului bisericesc și iubitor de viață liturgică, P.S. Gherasim slujea cu multă bucurie și evlavie. Din încredințarea I.P.S Pimen Zainea, Arhiepiscopul Sucevei și Rădăuților, a sfințit zeci de biserici de mir și de mănăstire, a încurajat zidirea de biserici, înființarea de schituri și mănăstiri, acordând o atenție deosebită Mănăstirii Cămârzani, din satul natal al mamei sale. În același timp, a fost preocupat de viața duhovnicească a clerului, monahilor și credincioșilor, fiind un duhovnic al multor oameni de vârste și profesiuni diferite.
"Om al rugăciunii, față senină și misionar dinamic, P.S. Gherasim Putneanul rămâne în conștiința monahilor, preoților, ierarhilor și credincioșilor un slujitor vrednic și harnic al Bisericii Ortodoxe Române", a spus despre el mitropolitul Daniel Ciobotea al Moldovei. S-a dovedit un misionar dinamic și duhovnicesc, păstrător al tradițiilor ortodoxe românești și în același timp deschis spre dialog și cooperare cu alte Biserici Ortodoxe și de altă confesiune. A călătorit adesea în străinătate, unde a vizitat parohii românești din diaspora și comunități monahale ortodoxe și romano-catolice. 
PS Gherasim Putneanul a participat la festivitățile de canonizare a Cuviosului Leontie de la Rădăuți și a binecredinciosului voievod Ștefan cel Mare și Sfânt. De asemenea, a organizat Muzeul Etnografic de la Mănăstirea de maici Sf. Gheorghe din Cămârzani din comuna Vadu Moldovei, unde s-a retras, de altfel, în ultimele luni, ca urmare a problemelor de sănătate, fiind bolnav de pancreatită. În anul 2000, PS Gherasim Putneanul a fost declarat cetățean de onoare al municipiului Rădăuți. 
Ierarh misionar și cărturar, harnic și darnic, P.S. Gherasim a trecut la Domnul la vârsta de 80 de ani, după o lungă și grea suferință, în ziua de pomenire a Sfântului Ierarh Nicolae (6 decembrie 2004). Înmormântarea sa a avut loc în ziua Zămislirii Maicii Domnului (9 decembrie 2004) la Mănăstirea Cămârzani (jud. Suceava), la numai 7 km de Fălticeni, ctitorită de către Prea Sfinția Sa. Sluba de înmormântare a PS Gherasim a fost săvârșită de un sobor numeros de ierarhi și preoți, în frunte cu Mitropolitul Daniel Ciobotea al Moldovei și Bucovinei, alături de Arhiepiscopul Sucevei și Rădăuților, IPS Pimen Zainea și de PS Calinic Botoșăneanul, Episcop-Vicar al Arhiepiscopiei Iașilor.

## Distincții
A fost decorat în februarie 2004 cu Ordinul Meritul Cultural în grad de Comandor, Categoria G - „Cultele”, „în semn de apreciere deosebită pentru activitatea susținută în domeniul cultelor, pentru spiritul ecumenic și civic dovedit și pentru contribuția avută la întărirea legăturilor interconfesionale, de bună și pașnică conviețuire între toți oamenii”.

## Lucrări publicate
PS Gherasim a scris următoarele lucrări: 
- Catalogarea manuscriselor românești din Biblioteca Mănăstirii Secu (1994);
- În duhul evlaviei ortodoxe (1999);
- Cuvinte și tâlcuiri arhierești (1999);
- Mierea din drumul pelinului (2000);
- Iarba din roata amurgului (2001);
- Precizări tipiconale (2002);
- Tămâie și exil - dialoguri despre pribegia fraților (2003);
- Tihna însemnărilor (2004).

De asemenea, episcopul Gherasim Cucoșel a publicat diferite articole în revistele: "Mitropolia Banatului" și "Îndrumătorul Bisericesc" de la Timișoara și Arad.